# Airae (Balibo)
Airae ist ein Ortsteil des osttimoresischen Ortes Balibo im Suco Balibo Vila (Verwaltungsamt Balibo, Gemeinde Bobonaro). Er liegt in einer Meereshöhe von 535 m in der Aldeia Atara, nördlich des Forts von Balibo. Nördlich schließt sich der Ortsteil Atara an, südwestlich Aube.